# Sociothérapie
Par sociothérapie on entend toutes les formes d'activité de groupe organisées pour les malades dans un but thérapeutique d'occupation, de réadaptation au travail, d'amélioration ou de restauration des communications interpersonnelles. 
La sociothérapie consiste donc en l'utilisation réfléchie des relations humaines d'un individu afin de réduire ses troubles affectifs et comportementaux. Ces relations sont sélectionnées au sein du groupe social, naturel ou artificiel, du sujet. 
C'est l'une des activités spécifiques des infirmiers. Ils ont la possibilité d'initier, de mener et de prescrire les activités socio-thérapeutiques en raison du rôle que leur confie la législation - rôle propre.